# Hans Brydniak
Hans Brydniak (17 maggio 1937) è un ex cestista tedesco.

## Carriera
Con la Germania Ovest ha partecipato a due edizioni dei Campionati europei (1957, 1961).